# آگوستا (ایندیانا)
آگوستا (به انگلیسی: Augusta) یک منطقهٔ مسکونی در ایالات متحده آمریکا است که در شهرستان پایک، ایندیانا واقع شده است. آگوستا ۱۶۸٫۸۶ متر بالاتر از سطح دریا واقع شده است.